# Johan Karel Jakob de Jonge

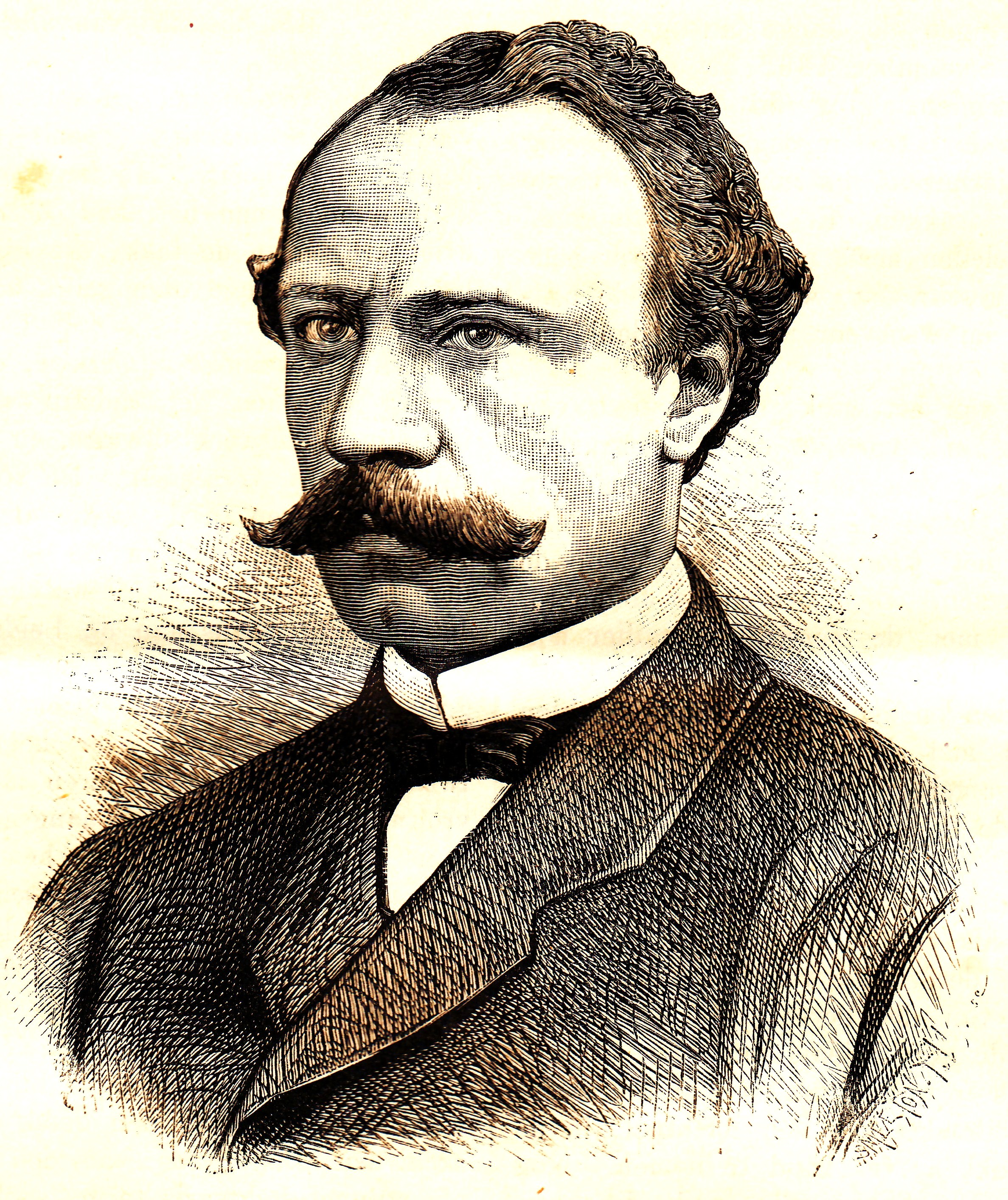
Johan Karel Jakob de Jonge

Johan Karel Jakob de Jonge, född 17 juni 1828 i Haag, död där 15 mars 1880, var en nederländsk historiker. Han var son till Johannes Cornelis de Jonge.
Johan Karel Jakob de Jonge blev 1855 riksarkivarie i Haag, deltog tillsammans med Reinier Cornelis Bakhuizen van den Brink och Laurent Philippe Charles van den Bergh i utgivandet av Het nederlandsch rijksarkief samt skrev två grundliga arbeten i Nederländernas kolonialhistoria: De opkomst van het nederlandsch gezag in Oost-Indië (tio band, 1862–1877, fulländat, med band 11–13, av Marinus Lodewijk van Deventer, 1883–1889) och De oorsprong van Nederlands bezittingen op de kust van Guinea (1871). Han var därjämte (från 1875) direktör för kungliga tavelsamlingen i Mauritshuis.